# Melvin LaForme
Melvin „Mel“ LaForme (* 6. Februar 1953 in Buffalo) ist ein ehemaliger kanadischer Ruderer, der 1985 den Weltmeistertitel im Doppelvierer gewann.
Der 1,93 m große Melvin LaForme vom Leander Boat Club in Hamilton nahm mit dem kanadischen Achter an den Olympischen Spielen 1976 in Montreal teil und belegte den achten Platz. Bei den Weltmeisterschaften 1977 belegte er im Achter den neunten Platz, 1978 war er Zwölfter mit dem Vierer ohne Steuermann.
Nach seinem Wechsel vom Riemenrudern zum Skull erhielt er bei den Panamerikanischen Spielen 1983 die Silbermedaille im Einer und Gold im Doppelvierer. In der Saison 1985 war LaForme Schlagmann des kanadischen Doppelvierers. Zusammen mit Doug Hamilton, Paul Douma und Robert Mills gewann er den Titel bei den Ruder-Weltmeisterschaften 1985 in Hazewinkel. Die vier Kanadier erruderten sowohl 1986 als auch 1987 Weltmeisterschafts-Bronze. Bei den Olympischen Spielen 1988 verpassten die vier Kanadier als Letzte des Halbfinales das A-Finale und belegten als Dritte des B-Finales insgesamt den neunten Platz.